# مصطفی هروی
مصطفی هروی (زادهٔ ۲۹ آذر ۱۳۵۳ در مشهد) یک فیلمساز، عکاس و هنرمند تجسمی ایرانی ساکن هلند است.

## اوایل زندگی
مصطفی هروی در سال ۱۳۵۳ در مشهد متولد شد. وی در خانواده‌ای سنتی و مذهبی بزرگ شد که از همان کودکی او را ترغیب به طراحی، خواندن قرآن و خوشنویسی می‌کردند. هروی نقاشی را در حضور تعدادی از هنرمندان مطرح از جمله حسین طالبی و امیر خواجه امیری دنبال کرد.

## حرفه

### موزیک ویدئو
وی فعالیت هنری خود را با نقاشی آغاز و در مشهد یک گالری را تاسیس کرد. او سپس برای تجربه تئاتر و همچنین عکاسی به تهران نقل مکان کرد اما هرگز هیچ‌یک از آنها را جدی نگرفت تا اینکه وارد دانشگاه شد و سینما و فیلم‌سازی را به عنوان حرفه اصلی خود انتخاب کرد.
وی از آکادمی هنر خریت ریتفلد آمستردام مدرک هنر سمعی و بصری گرفت و از سال ۱۳۸۵ تا ۱۳۸۹، هروی در استودیوهای رادیو زمانه کار می‌کرد. او اکنون به عنوان فیلمساز، عکاس و هنرمند تجسمی در آمستردام کار می‌کند. هروی به دلیل رویکرد انتقادی اجتماعی اش مشهور است.
هروی در سال ۱۳۸۸، شروع به ساخت موزیک ویدئوهایی کرد که اولین آنها برای محسن نامجو به نام «گلادیاتورها» بود هروی جدا از همکاری با نامجو، برای شاهین نجفی نیز موزیک ویدیو ساخته‌است. در سال ۱۳۹۰، او یک ویدیو موسیقی برای گروه راک خاک به نام تنهام نذار تهیه کرد. مصطفی هروی مدیر عکاسی پروژه «کیوسک: نسلی است که توسط جنون تخریب شده» دز سال  ۲۰۱۲ بود. مستندی از آلا محسنی است که مروری بر چهل و یک سال از تاریخ ایران پس از انقلاب اسلامی همراه با تورهای گروه کیوسک است. اولین همکاری هروی با کیوسک در سال ۲۰۰۸ بود که وی در آن موزیک ویدیوی رسمی نسخه خود را از ای یارم بیا ساخت که محسن نامجو به عنوان خواننده مهمان در آن حضور دارد. این فیلم با چند عکس از فیلم سورئالیستی رنگ انار ساخته سرگئی پارادجانوف کارگردان ارمنی همراه است.
او همچنین بدرود، آهنگی از گروه مستقر در آمستردام، پانیدا را در سال ۲۰۱۶ کارگردانی کرد. مصطفی هروی در سال ۲۰۱۷ یک فیلم ویدیویی برای امید نوری، پیشگام موسیقی اپرا در افغانستان، با عنوان «معراج» کارگردانی کرد که در مورد قتل فرخنده ملک است که به سوزاندن قرآن متهم شده‌بود. مجید کاظمی و فرجام از دیگر خوانندگان و گروه‌های موسیقی ایرانی هستند که مصطفی هروی برای آنها ویدیو موسیقی ساخته‌است.

### کارگردانی[۲۰]
مصطفی هروی برای پروژه فارغ‌التحصیلی یک فیلم کوتاه ۱۹ دقیقه‌ای به نام شفق را در سال ۲۰۰۷ نوشت و کارگردانی کرد که چندین جایزه از جمله بهترین فیلم‌های دانشجویان سال هلند و جوایز عمومی جوایز TENTAcademy در 2oo7 را از آن خود کرد. Dawn یک فیلم کوتاه در مورد یک میخانه است که فقط یک مشتری متوجه همه تغییرات می‌شود. در حالی که سایر مشتریان خود را نگه می‌دارند، مرد ایرانی سعی می‌کند مشکلات کافه را حل کند.
- کتیبه یک فیلم کوتاه است که توسط مصطفی هروی در سال ۲۰۰۶ به نویسندگی و کارگردانی با حضور لنا تولونن به عنوان رقصنده / بازیگر ساخته شده‌است. این فیلم در «صدای اکنون زنان» با موضوع «آوازهای زنان از جهان اسلام: جشنواره فیلم کوتاه» به نمایش درآمد و مقام دوم را در بخش تجربی به دست آورد.[۲۳]
- مستقیم ته خط نام یک برنامه مستقل یکشنبه ۲۰۱۷ به تهیه‌کنندگی مصطفی هروی بود که در ابتدا از یوتیوب پخش می‌شد.[۲۴] در هر قسمت که حدود ۳۰ دقیقه طول می‌کشید، او با یک مهمان (یک هنرمند یا روزنامه‌نگار ایرانی) در مورد یک موضوع هنری مصاحبه می‌کرد در حالی که هروی در خیابان رانندگی می‌کرد. حامد این پروژه در حال حاضر پس از ۱۳ قسمت به دلیل نداشتن حامی مالی متوقف می‌شود.
- ۵ صبح بود یک فیلم ایرانی ۲۰۱۸ به کارگردانی، نویسندگی و تدوین مصطفی هروی است. در آن چند هنرمند ایرانی نظیر شاهین نجفی، فاطمه اختصاری و شبنم طلوعی به مجازات اعدام در ایران می‌پردازند[۲۵] که غالباً در ساعت پنج صبح اتفاق می‌افتد.[۲۶][۲۷]

### ویرایشگر فنی
- سخن از هایده (یک فیلم مستند در سال ۲۰۰۹ است که در مورد هایده خواننده برجسته ایرانی، توسط نوازنده و روزنامه‌نگار ایرانی پژمان اکبرزاده در هلند ساخته شده‌است.[۲۸][۲۹] این مستند ۱۰۰ دقیقه ای در فرانسه، آلمان، هلند، انگلستان و ایالات متحده فیلمبرداری شده‌است. مصطفی هروی با همکاری گریگوری ماکوسی این ویرایش را ویرایش کرد. این فیلم در ۲۰ ژانویه ۲۰۱۰، در بیستمین سالگرد مرگ هایده منتشر شد. این دی‌وی‌دی توسط شبکه پرشین داچ نتوورک (به انگلیسی:Persian Dutch Network) در آمستردام منتشر شد.[۳۰]

### عکاس هنرهای زیبا
وی به عنوان یک هنرمند تجسمی همزمان مشغول عکاسی است و کارهای هنری وی قبلاً در گالری‌های ایالات متحده و هلند به نمایش درآمده بود. این هنرمند ایرانی مقیم هلند در سال‌های اخیر آثاری با محوریت «زن» منتشر کرده‌است که بازتاب گسترده‌ای در شبکه‌های اجتماعی داشته و پاسخ‌های مختلفی دریافت کرده‌است. عکاسی وی همچنین شامل تصاویر سیاسی و فرهنگ پاپ Photoshopped برای ایجاد جملات سورئال و دلخراش است.
در جشنواره «ایران، جاده پیش رو»، عکس‌های هروی به همراه یک فیلم ۱۰ دقیقه ای از او به همان نام جشنواره در مورد تأثیرگذاران ایرانی در شبکه‌های اجتماعی و پیروان آنها به نمایش گذاشته شد که حقایق تلخی را دربارهٔ الگوهای سطحی در حال ظهور به تصویر می‌کشد.
مصطفی هروی عکس‌های خود را در جشنواره داستان‌ها برای آزادی روتردام در ماه مه و ژوئن ۲۰۱۹ به نمایش گذاشت. موضوع اصلی این عکس‌ها زنان، دین و سیاست است.